# (32804) 1990 SO2
(32804) 1990 SO2 là một tiểu hành tinh vành đai chính. Nó được phát hiện bởi Henry E. Holt ở Đài thiên văn Palomar ở Quận San Diego, California, ngày 17 tháng 9 năm 1990.